# Chorizococcus montius
Chorizococcus montius är en insektsart som beskrevs av Williams 1985. Chorizococcus montius ingår i släktet Chorizococcus och familjen ullsköldlöss. Inga underarter finns listade i Catalogue of Life.